# Taurus Model 608
O Taurus Model 608 foi produzido em 1997 em resposta ao Smith & Wesson Model 686 Plus, cujo tambor armazenava 7 cartuchos. A Taurus recriou o tambor do seu revólver 607 para armazenar oito cartuchos. Este revólver foi projetado para alcançar uma ação suave do gatilho.
Além disso, a alça de mira é ajustável. Seu ferrolho apresenta uma abertura para a saída de gases, reduzindo o recuo. O Model 608 está disponível em três comprimentos diferentes de cano. Bases de montagem de miras estão disponíveis para combinar com o acabamento dos modelos maiores.